# Братья Дженна
Братья Дженна (итал. La Famiglia Genna, сиц. La Famigghia Genna, англ. Genna crime family) — этническая преступная группировка, действовавшая в Чикаго во времена «Сухого закона», состоявшая из шести братьев-сицилийцев: Анжело («Кровавый Анжело»), Антонио («Джентльмен Тони»), Майк («Дьявол»), Питер, Сэм, Винченцо («Джим»). Кроме того, в банду входили их родственники и земляки, родом из города Марсала на Сицилии. Являлись одними из главных игроков в Чикагских мафиозных войнах 1920-х годов. Главные направления деятельности: бутлегерство, грабежи и вымогательства.
Банда братьев Дженна была организована незадолго до принятия «Сухого закона», и, занимаясь грабежами и вымогательствами, к началу 1920-х годов они взяли под контроль один из районов Чикаго — «Маленькую Италию» (ныне 77-й район города). После введения закона о запрете алкоголя, братья получили федеральную лицензию, позволяющую ввозить технический спирт, который они повторно очищали, «ароматизировали», разливали в бутылки и продавали как виски. Параллельно они вышли на своих земляков с предложением установки в квартирах самогонных аппаратов по перегонке спирта; таким образом, на клан Дженна работало 1300 жителей Маленькой Италии. Каждый из них получал по 15 долларов в день, и относился к братьям как к благодетелям.
Штаб-квартира и фабрика братьев располагалась в трехэтажном здании, неподалёку от полицейского участка на Максвелл-стрит. Они не прилагали особых усилий для укрытия своего бизнеса, вокруг распространялся специфический запах от производства алкоголя. При налетах федеральных агентов полицейские предупреждали их за 24 часа.
Внутри группировки направления деятельности были распределены. Сэм занимался финансовыми вопросами. Джим и Питер — поставками алкоголя. Анжело и Майк отвечали за безопасность и силовые операции. Младший из братьев, Антонио, был советником и налаживал политические связи.
Вскоре на руках у братьев оказались излишки теневого алкоголя, и они предприняли попытку его продажи по заниженной цене на территории, контролируемой их соседями, а именно Банда Норт-Сайда. В то время в Чикаго действовал очень хрупкий альянс бутлегеров, созданный усилиями Джонни «Лиса» Торрио. Дин О’Бэнион, глава Норт-Сайда, пожаловался ему. Торрио и Майк Мерло, президент Сицилийского союза (итал. Unione Siciliana), попытались урегулировать ситуацию, однако братья Дженна, приняв просьбу к сведению, продолжили захват чужого рынка сбыта. В результате конфликта интересов усилиями братьев глава банды Норт-Сайда был ликвидирован в цветочной лавке в 1924 году. Началась «война». Следует отметить, что к 1924 году банда Дженна достигла вершины своего могущества. Анжело Дженна был избран президентом Союза сицилийцев, несмотря на возражения Аль Капоне, который хотел видеть на этом посту своего друга Антонио Ломбардо.
Первым из братьев был убит Анжело Дженна. Он имел неосторожность купить для своей молодой жены дом на Севере Чикаго, на территории Норт-Сайда. В мае 1925 года, когда он направлялся к ней на спортивном автомобиле с открытым верхом, его догнала машина, из которой в него было выпущено более 20 пуль. Похороны Анжело Дженны были самыми шикарными в Чикаго на тот момент. Цветы везли на 30 автомобилях.
Следующего из братьев — Майка, смерть настигла через 2 недели, он погиб в результате организованной провокации от пуль полицейских. Через 25 дней, в июле 1925 года, выстрелом в спину был убит Антонио Дженна.
Оставшиеся в живых братья — Джим, Сэм и Питер, бежали из Чикаго. Их криминальную империю поделили между собой Капоне и Багс Моран. Через несколько лет, после падения Банды Норт-Сайда, братья вернулись в город, но криминальной деятельностью больше не занимались, наладив легальный бизнес — импорт оливкового масла.